# 영산고등학교 (경남)
영산고등학교(靈山高等學校)는 대한민국 경상남도 창녕군 영산면 성내리에 있는 공립 고등학교이다.

## 학교 연혁
- 1951년 9월 1일 : 창녕농업고등학교 개교
- 1952년 9월 1일 : 영산농업고등학교로 교명 변경
- 1968년 3월 4일 : 영산여자상업고등학교 개교
- 1974년 9월 20일 : 영산농업고등학교에서 영산종합고등학교로 교명 변경
- 1993년 3월 1일 : 영산종합고등학교에서 영산고등학교로 교명 변경
- 1998년 7월 14일 : 영산여자상업고등학교에서 영산여자고등학교로 교명 변경
- 2008년 3월 1일 : 영산여자고등학교와 학교 통합
- 2008년 9월 9일 : 교육과학기술부지정 기숙형 고교
- 2010년 2월 4일 : 기숙사 완공 및 개관
- 2023년 2월 8일 : 제71회 졸업식(65명) 총 졸업생 수 14,449명
- 2023년 3월 2일 : 2023학년도 입학식(신입생 70명)
- 2023년 9월 1일 : 제33대 정창욱 교장 취임

## 참고 자료
- 영산고등학교 - 한국교육학술정보원 학교알리미